# Antonio Basagoiti Pastor
Antonio Basagoiti Pastor (Madrid, 25 d'octubre de 1969) és un polític espanyol del Partit Popular del País Basc.
Va iniciar la seva activitat política a mitjan 1995 com a regidor a Bilbao, i exercí breument el càrrec de director general de l'Institut de la Joventut (1998-1999). Durant la seva carrera política ha liderat durant tres legislatures consecutives l'oposició en el consistori bilbaí, i des de 2004 va presidir el Partit Popular de Biscaia, càrrec que va exercir fins a ser elegit en 2008 president en el XII congrés del Partit Popular del País Basc. Ha estat president del PP del País Basc des del 25 d'octubre de 2008 fins al 14 de maig de 2013, data en què va ser substituït per Arantza Quiroga. Va formar part de les executives provincial, regional i de la Junta Directiva Nacional del Partit Popular.

## Biografia

### Infància i joventut (1969-1995)
Antonio Basagoiti Pastor va néixer a Madrid el 25 d'octubre de 1969, en el si d'una família de destacats empresaris i banquers biscaïns que compten amb una forta presència en la Banca, fill d'Antonio Basagoiti García-Tuñón, president de Banesto des de 2010, i rebesnet d'Antonio Basagoiti Arteta, fundador d'Iberdrola i del Banco Hispano Americano, ara integrat al Banco Santander. Tal com explica ell mateix, va viure a Getxo des que va complir un any fins que a l'edat de set anys va abandonar el País Basc per raons familiars. Va estar vivint amb els seus pares a La Moraleja (Madrid) fins que va tornar novament a Bilbao per a estudiar a la Universitat de Deusto on es va llicenciar en Dret. Després de treballar en la banca, va entrar en política amb 25 anys motivat per la seva tia Ascensión Pastor.

### Inicis de la seva carrera política (1995-1999)
Va iniciar la seva carrera política com a afiliat de Noves Generacions del Partit Popular País Basc el 1995 i aquest mateix any, amb el suport de la seva tia Ascensión Pastor, va ser per primera vegada regidor a l'Ajuntament de la capital biscaïna, coincidint un any després amb l'acostament entre el Partit Popular i el Partit Nacionalista Basc. Sent nomenat regidor Delegat de la "Àrea d'Educació, Dona i Medi Ambient" del Ajuntament de Bilbao entre els anys 1996 i 1997.
Durant octubre de 1998 a març de 1999, a proposta de Javier Arenas va ocupar el càrrec de Director General de l'"Instituto de la Juventud".

### Candidat a l'alcaldia de Bilbao (1999-2008)

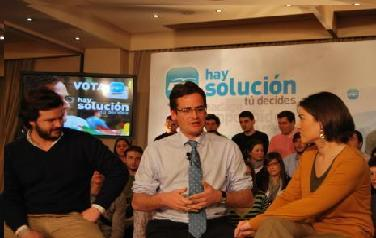
Antonio Basagoiti, Leticia Comerón i Nacho Uriarte en un míting durant les eleccions basques.

El 1999 torna a la política municipal bilbaïna presentant-se com a candidat a alcalde de Bilbao. En aquest mateix any inicia el seu ascens en el si del PP basc quan els portaveus en les tres capitals basques van ser nomenats subsecretaris generals de la formació. Al desembre de 2004 va ser elegit president del Partit Popular de Biscaia.
Durant la crisi interna del Partit Popular basc, motivades per les discrepàncies sorgides durant la redacció de la ponència política per al congrés nacional del PP i les posteriors crítiques abocades per María San Gil contra Mariano Rajoy, Antonio Basagoiti es va posicionar a favor de Mariano Rajoy sense criticar mai Sant Gil. Després de la renúncia de María San Gil a la presidència del Partit Popular basc, Basagoiti va anar postulant-se com a candidat de consens, comptant amb el suport dels altres dos presidents provincials del PP, Alfonso Alonso d'Àlaba, i María José Usandizaga de Guipúscoa.
A mitjan setembre del 2008 va cedir el testimoni a Cristina Ruiz com a portaveu del PP en la capital biscaïna, en un ple municipal en el qual va rebre la medalla de Bilbao de mans de l'alcalde Iñaki Azkuna en reconeixement pels 13 anys de servei a la vila.

### Candidat a lehendakari (2009)

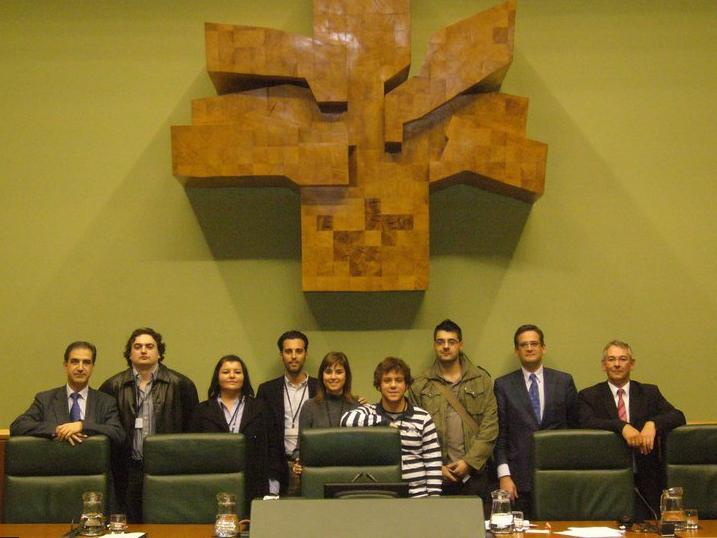
En el Parlament Basc.

Durant el transcurs del XII Congrés del Partit Popular del País Basc, celebrat a Bilbao els dies 11 i 12 de juliol, Antonio Basagoiti va ser elegit president amb el 82,3 % dels 345 vots vàlids dels compromissaris. Uns mesos després el 24 d'octubre de 2008 va ser designat per unanimitat com a candidat a Lehendakari per la Junta Directiva Regional del PP basc. La seva presentació va ser anunciada oficialment el mateix dia en una acte celebrat en la capital biscaïna que va comptar amb la presència del president del PP Mariano Rajoy. El primer acte com a candidat a Lehendakari va tenir lloc un dia després en Sant Sebastià, coincidint amb el seu aniversari i el vint-i-novè aniversari del Estatut de Guernica. No domina el basc, encara que en 2003 es va comprometre a aprendre'l.

### Pacte amb el PSE
Després de les eleccions, socialistes i populars van signar un pacte de govern, perquè aquests últims donessin suport al socialista Patxi López en la sessió d'investidura del Lehendakari. Gràcies a aquest pacte, el PP va arribar per primera vegada en la història a la Presidència del Parlament Basc, i es van concertar diverses polítiques, en un acord denominat "Bases per al canvi democràtic al servei de la societat basca". El document consta dels següents sis capítols: política en defensa de les llibertats i contra el terrorisme; política per a fer front a la crisi i crear ocupació; política de desenvolupament del nostre autogovern; polítiques sectorials; habitatge, infraestructures i medi ambient; EITB. mitjans de comunicació públics al servei de tots.

### Eleccions autonòmiques de 2012 i abandó de la política
Antonio Basagoiti va tornar a ser candidat a lehendakari a les eleccions de 2012, on el PP va sofrir una dura derrota, en no aconseguir arribar als 130.000 vots en el còmput general, i acabà com a quarta força en les tres províncies basques, per darrere de PNB, Bildu i PSE-EE. A Guipúscoa va ser quarta força a tots els municipis del territori històric. A Biscaia solament va obtenir un bon resultat a Getxo com segona força i a Ermua com tercera força. A Sant Sebastià va ser quarta força política, i no guanyà en cap barri de la capital guipuscoana, ni tan sols en feus habitualment proclius al PP com el Centre o Aiete. A Bilbao i Vitòria va sofrir també una greu derrota i va ser tercera força política, superant solament a la coalició Bildu, en el cas de Bilbao per un escàs marge de 1.600 vots, i a Vitòria per menys de 1.700 vots.
Després d'aquests resultats, Antonio Basagoiti va declarar que no tornaria a ser candidat a lehendakari a les següents eleccions autonòmiques basques. Posteriorment deixaria la presidència del PP del País Basc, sent substituït per Arantza Quiroga. Després d'abandonar l'activitat política es va reincorporar a la seva activitat professional, traslladant-se a Mèxic per a treballar al Banc Santander en un lloc de responsabilitat.